# 朝日りん
朝日 りん（あさひ りん、2001年3月11日 - ）は、日本の元AV女優、元アイドル。Wishに所属していた。

## 略歴
2021年7月、Fitchの専属女優としてAVデビュー。
AV女優としてデビューする前はアイドルグループ・みらまじょのメンバーとして活動しており、デビュー作『20歳の決断 新人 朝日りんGcupリアルアイドルAVデビュー』ではラストライブから始まっている。
2021年11月より専属を離れ、企画単体女優となる。
2024年、紺野るりに改名するも目立った活動はしておらず引退した。
同年11月4日週のFANZA動画フロア週間ランキングにて、出演作収録の『【福袋】顔良し体よし！恥じらい素人からどスケベ社会人まで。ガチの良作ハメ撮りのみを厳選した15作品中出し1050分【個人撮影】』（2024年7月発売、HMN WORKS）が週間ランキング1位に急上昇した。

## 人物
オナニーは5歳からしていたが、それがオナニーという行為であると理解したのは中学校に入ってからであった。
はじめての彼氏は、高校2年生のときに自分から告白して付き合った同級生。キスまでいくのにセックスを求めてこなかったので、自分からホテルに誘って初体験をした。高校時代にバストがGカップあることはわかり、アイドル時代には水着グラビアをやることで注目度が上がった。
AV女優になったきっかけは、「こっちの世界に呼ばれているような気がしたんです」と答えている。撮影の現場で、着衣による行為以外は概ね経験済みの体位であったが、フェラチオはこれまで自己流だったのではじめて経験することがあった。

## 映像作品

### アダルトDVD
- 20歳の決断 新人 朝日りん GcupリアルアイドルAVデビュー（7月1日、JUFE-299、Fitch）
- 敏感BODYアイドルの理性を狂わせる膣奥開発×絶頂オーガズム 朝日りん（8月1日、JUFE-311、Fitch）
- 人生で初めての生中解禁! 推しのあのコが絶品ボディでめちゃくちゃ気持ち良くしてくれる巨乳アイドル濃厚中出しソープランド 朝日りん（9月7日、JUFE-322、Fitch）
- アイドル時代の卑猥な映像をこっそり解禁! Mの本性剥き出し 限界突破絶頂アルバイト 朝日りん（10月5日、JUFE-332、Fitch）
- 教え子の汗ばみ巨乳に勃起が止まらずデカチンがバカになった僕は放課後に何度も孕ませ交尾! 絶倫SEXに溺れさせて愛くるしい中出し肉便器に仕上げた 朝日りん（11月11日、SVDVD-886、サディスティックヴィレッジ）
- Boin「朝日りん」Box 美乳輪×美巨乳20歳元アイドルが巨乳マニアの洗礼を初体験! 乳フェチプレイの数々を最高の淫乱身体を味わい尽くす!（11月16日、BOBB-326、ABC/妄想族）
- むっちりスケベな美巨乳妻を孕ませたくて何度も中出ししまくった旦那不在の危険日36時間' りんさん22歳（11月16日、EYAN-179、E-BODY）
- クリスマスナンパ 真冬のパリピ美女を即ナンGET! エロカワサンタと朝までクリスマスエッチ（12月24日、SKMJ-238、赤面女子）

- 巨乳母娘WNTR海外から帰国したデカチンの叔父に母と妹が親子丼SEXされまくってしまった悪夢の三日間 春菜はな 朝日りん（1月4日、GVH-341、グローリークエスト）
- 強奪寝取りストーカー痴漢 彼氏が近くにいる状況で痴漢師と化した常連客に連日中出しされた巨乳整体師（1月13日、NHDTB-620、ナチュラルハイ）
- 制服少女が部屋で1人きり… 秘密の自慰をこっそり隠し撮り 声を漏らして快感に没頭する無防備オナニー盗撮 美少女10人230分（1月18日、MUKD-471、無垢）
- 隣の地味な女子大生は隠れ爆乳の眼鏡腐女子 朝日りん（1月25日、HOMA-00113、h.m.p DORAMA）
- 理性がぶっ飛ぶノンストップSEX 理性崩壊!マ○コ激震!! 朝日りん（1月25日、CEMD-120、セレブの友）
- 『ちょっと抜いてよ! 中に出てない?』 童貞絶倫少年は超早漏みこすり半発射が幼馴染にバレないように発射後必死に追撃ピストン!（2月8日、HUNTB-206、Hunter）
- 濡れてテカってピッタリ密着 神競泳水着 朝日りん ロリ可愛い女子の競泳水着姿をじっとりと堪能!着替え盗撮から始まり貧乳から巨乳にパイパン、ハミ毛、ジョリワキ等のフェチ接写やローションソーププレイや競泳水着ぶっかけ等を完全着衣で楽しむAV（2月10日、OKK-038、親父の個撮）
- Fitch出演全4タイトル11本番収録!! 美白のGcupリアルアイドル朝日りん8時間BEST（2月15日、JFB-292、Fitch）※単体ベスト
- 太ももコキからの太ももぶっかけ（2月22日、AGMX-110、SEX Agent/妄想族）
- 女子のイキ顔を堪能するバーチャルクンニ（2月22日、AGMX-111、SEX Agent/妄想族）
- 行列の出来るチ○ポ -実写版- 人気同人サークル『diletta』が描く幸運のチ○ポを持つ男との生中出しSEXを初実写化!（2月22日、HUNTB-219、Hunter）
- 朝日りん 女子校生 中出し20連発（2月23日、IESP-694、アイエナジー）
- 姫ビッチなGALとパコパコハメまくりッ! 細かいコトはいいからヤろ♡（2月23日、SVDVD-907、サディスティックヴィレッジ）
- ナンパコ No.20 2軒目行こうか迷っていたショートヘアの巨乳女子大生をナンパして連続中出し!（2月27日、NAPK-020、First Star）
- ケツ穴のシワまで丸見えにして、アナタだけに見せつけるオナニーで激イキする15人の女たち!（3月8日、CEAD-397、セレブの友）
- ガチナンパ! 看護師さん! もうガマンできないっ! ヤラせてください! 止まらない膣キュンアクメで中出し11発!（3月15日、NPS-422、ピーターズ）
- 完全好きピ目線! 主観で楽しむ朝日りんの超絶美BODY! エロすぎるカラダで四六時中チンチンを欲されて射精の絶えないボクの日常 朝日りん（4月12日、BACJ-002、バルタン）
- 「フェラするから感想だけ聞かせて」「私のフェラ気持ちいい? 正直に言ってお兄ちゃん…」 自分のフェラが本当に気持ちいいのか試したい義妹があろうことかボクのチ○ポに標準を合わせて来た。半ば無理やりチ○ポを舐められ、あまりの気持ちよさに射精寸前! でもそれではすぐに終わっちゃうし、調子に乗ったボクはそのままでも気持ち良いのに、一緒に乳首とか金玉とか触った方がいいとアドバイス! 挙句の果てには「たいして気持ち良くない」と突き放し「こんな調子じゃアソコの方も気持ち良くないんしゃない?」と義妹をより一層不安にさせてやりました。すると「じゃあ気持ちいいかどうか実際に挿れて確かめて欲しい」なんて言って来たんです!!（4月12日、HUNTB-247、Hunter）
- 素人ヘアヌード大図鑑～最高級爆乳編（4月26日、SABA-763、S級素人）
- 「起きちゃった? お願いこのまま挿れさせて今日だけ…」 3年以上セックスしていない超欲求不満の巨乳過ぎるお姉ちゃんが禁断の近親相姦で中出し強要! 2  ボクには巨乳過ぎるお姉ちゃんがいます! 日頃から無防備な格好をしているから服の隙間から大きな胸が丸見え!! 当然、そんなの毎日見ていたら姉とはいえたまらずフル勃起!! 姉にバレてるとは思っていなかったが実はバレてたみたい…。姉は姉で日々ボクの勃起で興奮してたみたいで…。エッチしたくて我慢できなくなった姉はボクの寝込みを襲ってきて寝ているボクの上にまたがり勝手に騎乗位で何度も何度もイキまくり!! 結局、起きた後も何度も何度も中出しを強要されちゃいました!!（4月26日、HUNTB-255、Hunter）
- 乳首舐めベロちゅう手コキ III（4月19日、OVG-196、グローリークエスト）
- アナルのシワの数までハッキリわかる! ノーモザイク連続絶頂アナル見せオナニー 10（5月26日、IENF-215、アイエナジー）
- 東京中出し部 Vol.04 8名240分（5月27日、NABU-004、MERCURY）
- 嫌味な隣人妻が夫に内緒でデリヘルバイト 日頃の仕返しに生本番、羞恥露出を強要してネチネチ苛めてたらエロすぎる反撃にあった 朝日りん（6月21日、AQSH-089、アクアモール/ エマニエル）
- 浮気がバレた絶倫ヤリチン夫を説教しにきた嫁の親友 朝日りん（6月21日、VEC-533、VENUS）
- 「中に出したくなかったら抜いてみなw」 親友の彼女は超小悪魔ヤリマン女子でボクを誘惑! さらにカニバサミロックで中出し強要! 親友（童貞）が彼女を連れてボクの家にやってきた! しかも彼女はヤリマンで親友の未熟なセックスでまったく満足していない。親友のいない所で誘惑 & 勃起強要するほど欲求不満! 最後は親友のためせめて外に出そうとしたら…（6月28日、HUNTB-302、Hunter）
- 放課後肉便器 21人目 内田しほ（7月26日、ZKWD-021、豊彦）※「内田しほ」名義
- 向かいのマンションは欲求不満女子だらけの女子寮! 引っ越したアパートの窓から向かいの部屋が見放題! しかも着替えや裸が丸見え状態! 男を連れ込んでのセックスやオナニーも全部丸見え! その光景を覗いてたボクに気付くとさらに誘惑してくる女子たち、しかも我慢できなくなった女子たちはボクに手招きして… 女子寮のエロい日常が見放題! しかも見るだけじゃなくエッチなことも!（7月26日、HUNTB-318、Hunter）
- 発育の良すぎる巨乳制服美少女と性交。01（8月9日、BAZX-347、BAZOOKA）
- マジックミラー号 夏祭りだよ!! 花火大会へ向かうほろ酔い女子限定 赤面羞恥浴衣野球拳対決 超豪華6名収録全員SEX240分SP（8月11日、SDMM-119、SODクリエイト）
- 夏海岸中出し痴漢バス（8月11日、NHDTB-697、ナチュラルハイ）
- 潜入捜査官 残酷なる発狂の拷問 Episode-02:その身を嬲られ尽くす若き勇壮の女 朝日りん（8月23日、DBER-161、Baby Entertainment）
- ナチュラルハイ夏スペシャル 敏感（恥）巨乳痴漢 2022 完全版 10人全員SEX 乳首吸い Ver. 2（8月25日、NHDTB-701、ナチュラルハイ）
- 孕ませOK雌堕ち肉便器懇願 なんでも言うこと聞いてくれる完全合意痴女娘… お届けします。都合の良いセフレ 01 朝日りん（9月2日、ONEZ-347、ONE MORE）
- 血の繋がりのない妹と二人っきりの3日間! ここぞとばかりにセックスしまくった!! 朝日りん（9月5日、AMBI-159、プラネットプラス/ アンビバレンツ）
- 潜入!! 噂のリンパマッサージ店 13 「裏オプション、いかがなさいますか?」（9月8日、UMD-841、LEO）
- 孕ませ不妊治療 NTR受精カウンセリング 朝日りん（10月5日、NACR-590、プラネットプラス/ 七狗留）
- 緊縛家族 02  家族専用の中出しパイパン娘 朝日りん（10月11日、KTRA-453、K-Tribe）
- 近親素股プレイでハプニング!! 妹とセックスの練習中に間違ってヌルンと挿入!! 8（10月13日、UMD-844、LEO）
- 毛の無い巨乳いもうとに中出し 朝日りん（11月8日、KTRA-461、K-Tribe）
- 残虐昇天三角木馬 Part4 ～悪魔の重力にイキ殺される炎上女体～ 完全撮り下ろし! 7名の淫獄絵巻（11月8日、DBER-169、Baby Entertainment）
- 残業中、仕事でミスしたら強制顔騎で圧迫してくる欲求不満女上司! ボクと女上司の誰にも言えない関係! それは… 残業中にパンスト越し顔騎で詰められていること!（11月8日、HUNTB-404、Hunter）
- 風呂場でカワイイ義妹と制服のままエッチすることに! なぜ?? それは… 義妹と一緒に風呂掃除してたら突然シャワーが義妹にかかり制服がびしょ濡れ! 透けて浮き出たボディラインと下着に勃起していると義妹も恥ずかしそうにモジモジして気まずくなった! どうしようとボクが困っていると…（11月8日、HUNTB-400、Hunter）
- 満員バスで背後から制服越しにねっとり乳揉み痴漢され腰をクネらせ感じまくる巨乳女子○生 17（11月10日、NHDTB-721、 ナチュラルハイ）
- サエない僕に同情した女子●生の妹に「擦りつけるだけだよ」という約束で素股してもらっていたら互いに気持ち良すぎてマ○コはグッショリ！でヌルッと生挿入! 「え!? 入ってる?」でもどうにも止まらなくて中出し! 13（11月10日、IENF-241、アイエナジー
- 【雑魚チ○ポ連呼】挑発巨乳女子○生に見下されハメパコ -田舎暮らしの小生意気J系おじさんに中出しさせるの巻-（11月15日、USAG-049、うさぎ/妄想族）
- ラッキーな胸チラを発見し、気づかれないように見てたけど、やっぱりバレてた?!  22 ～隣に引っ越してきたお姉さん編～（11月15日、UMD-849、LEO）

- カラダを売る家出制服娘を飼ってみた。01（1月10日、MDTM-797、宇宙企画）
- 夜行バスで声も出せずイカされた隙に生ハメされた女はスローピストンの痺れる快感に理性を失い中出しも拒めない 10（2月9日、NHDTB-740、ナチュラルハイ）
- 星海戦隊カイザーファイブ カイザーイエロー 朝日りん（2月24日、SPSA-15、GIGA）
- 巨乳娘変態カップル6組【海の家覗き】 即パコ記録（3月15日、PTS-500、ピーターズ）
- 連続セックスを可能にする圧倒的エロボディ 朝日りん（4月4日、SQTE-468、S-Cute）
- キスすらせずに別れて上京した巨乳の元カノが超絶ヤリマンになって帰ってきた夏休み ～中出ししまくった3日間～ 朝日りん（4月11日、FOCS-122、ABC/妄想族）
- 産婦人科痴漢!! 18  何も知らない若妻に治療と称して中出しまでっ!!（4月14日、UMD-866、LEO）
- 都内某所に住むぶるんぶるんなデカパイ3姉妹の性活に完全密着!! 次女の童貞彼氏を横取りする長女と三女!! 底なしの性欲で貪欲にチ○ポを求めるズッコンバッコン生ハメ放題な日常を徹底SCOOP!!（5月9日、SCOP-808、SCOOP）
- さくら裂ク 散ル花びら ～愚劣なオッサンの手に堕ちた俺の幼なじみ 吉岡美桜～ 朝日りん（5月16日、MUDR-222、無垢）
- 出張先で見つけた洗体リフレは「風俗店ではございません!」と強く謳っておきながら裏オプ無料全部乗せ! キスも、手コキも、生本番まで何でもアリ!（7月11日、HUNTB-602、Hunter）
- 「その性欲全部吸い取る!」と言ってた超ヤリマン女子大生を痙攣する程イカせまくり! 寮内を追いかけ回して中出ししまくり! 新寮生は性欲モンスター! （7月11日、HUNTB-567、Hunter）
- あなたの初ヌード撮らせてください! 素人娘20人の全裸コレクション 4（8月1日、DROP-088、OFFICE K’S）
- 小汚いワンルーム住まいのボクだけど掃除専門のお手伝いさんを雇ったら巨乳女子がやってきた! エッチなグッズを見せつけたり勃起チ○ポを見せつけたら女の子とエッチな事ができた!（8月8日、HUNTB-753、Hunter）
- 入院生活が長すぎて無防備な新人ナースのぱつぱつスケパン尻で毎日勃起してしまう僕 4（8月10日、UMD-880、LEO）
- 乳首コリコリ! 滲み出る汗! 中出しされて感度MAXのマ●コを追撃でかき回す! チクイキ絶頂汗だくセックス 朝日りん（9月12日、TPPN-240、TEPPAN）
- ダイナマイトボディで強制勃起させ何度も何度も寸止めを楽しむイジワル巨乳妻から受ける射精管理（9月26日、MDBK-301、BAZOOKA）
- いもうとケータリングサービス 純白美乳のいいなりドールは儚げ純朴メガネっ娘 りん（10月3日、YMDD-343、桃太郎映像出版）
- 巨乳チアガールレズビアン ～憧れの先輩とおっぱいが変形するほど濃厚密着し、唾液まみれでキスを貪る～ 綾瀬こころ 朝日りん（10月10日、BBAN-434、ビビアン）
- 高シコリティー即ハボレイヤー 洗脳キメセク従順セフレ化こすパコ5連発! vol.2（10月10日、BONY-064、ボニータ/妄想族）
- 『お兄ちゃん久しぶりに一緒にお風呂入ろう!』 狭いお風呂で巨乳妹と2人きり! ボクの腕に大きすぎる胸が当たって妹相手にフル勃起!（12月26日、HUNTB-639、Hunter）

- カメラの前でおしっこする女 5（11月26日、グローリークエスト）

### アダルトVR
- 【Fitch肉感VR】20歳の天然美乳・朝日りんがVR解禁! 秘密のサービスがあるという噂のおもてなしコンカフェに行ったらGcupアイドルが登場! 別室に通されてこっそりだけどこってり濃厚SEXできちゃいました!（11月26日、FCVR-030、Fitch）
- 義理の娘たちと日替わりで妻の代わりに子作り!? 再婚したばかりの妻が急遽入院することになったボクに、連れ子の娘たちが「掃除も洗濯も、私たちがママの代わりにやってあげるね! ア・ナ・タ」とありがたいことを言ってくれたのはいいんだけど… おはようのチューどころか夜の営みまで妻の代わりをやりたがって大困惑!（12月22日、HUNVR-129、Hunter）
- マジックミラーペアルームNTRエステ 豪華2本立てNTR没入感倍増! 彼女の親友カップルがエッチなことをしている横でこっそり彼女と燃えるような濃密SEX! その彼女がミラー越しに寝取られているのを見ながら僕も彼女の親友と鬱勃起SEX（12月23日、DSVR-1078、SODクリエイト）

- 超全身舐めアイドル究極ハーレムVR 大好きな推しのアイドルたちに囲まれチ○ポはもちろん足の先から身体中、顔面まで全身同時舐め回し! さらに全員ナマ挿入アイドル孕ませ中出しSEX!! 永瀬ゆい 南乃そら 安藤もあ 朝日りん 綾瀬ひまり 夜空あみ（3月2日、DSVR-1080、SODクリエイト）
- 〈バイノーラルで聴覚刺激! 多人数罵倒足コキ! 豪華15人160分収録!〉 ‘女子○生寮の管理人（下僕人）の僕は、寮生の足コキおもちゃにされてます…’【寮や学校など至る所で罵倒され、足でチンコをイジメられてるけど快感すぎて責められ好きの僕にとってはご褒美で…（3月2日、DSVR-1070、SODクリエイト）
- 呼んだら即来る都合のイイGカップおっぱいソープ嬢りんの世界一気持ちいいローションぬるぬるご奉仕プレイVR 生ナカ射精! パイズリ洗体! 見上げ即尺! ローションマット! 無制限発射! エグいくらい楽しい丸ごとソープ出張 朝日りん（3月14日、WAVR-220、ワンズファクトリー）
- ディルド足コキVR（4月22日、CASMANI-043、CASANOVA）
- ディルドフェラ（5月20日、CASMANI-046、CASANOVA）
- 待機部屋Fuck 黒服のボクを呼び出して精子が枯れるまでヤリ尽くすビッチ風俗嬢 朝日りん（7月8日、VRKM-673、KMPVR）
- おっぱいサークルクラッシャーたっぷりパイズリでザーメン抜き 地味巨乳オタがイキまくる搾精性交 朝日りん（7月15日、VRKM-681、KMPVR）
- リハビリ性交VR 2 腰痛患者の僕が、献身的な性介護で腰痛改善! 勃起力アップ! 白衣の天使たちが優しく行う‘リハビリ3P SEX! 朝日りん 大槻ひびき（8月4日、DSVR-1163、SODクリエイト）
- ヌル透けの女の子は好きですか?（9月30日、VRKM-765、KMPVR）
- ディルドパイズリ（12月2日、CASMANI-053、CASANOVA）

- チラリズムVR ～何気ない日常に存在する背徳感～（3月24日、VRKM-912、KMPVR）
- 夏祭りの日に突然の大雨。びしょ濡れになり色っぽさが増した彼女と濡れ髪のまま…。 朝日りん（8月10日、VRKM-1066、KMPVR）
- 密着うまのり風俗 ヌルテカ神乳騎乗位で抜きまくるオイリーJ系クラブ 朝日りん（9月21日、BIBIVR-112、KMPVR-bibi-）
- 一緒にオナニーしながらオナ指示VR（10月13日、AQUMA-020、AQUA）
- フェザータッチ愛撫VR（10月27日、AQUMA-022、AQUA）
- VIPホテルに住む俺が超金持ち会員しか利用できない極上高級コールガールを呼んだらスーパー可愛いアイドルがとんでもなくえっろい中出しSEXしてくれた 朝日りん（11月20日、GGPVR-002、HMN WORKS）

### アダルト配信
- 【地下グラドル#神ボディ#長身G乳と個撮inラブホ!!】G乳のグラマラス神ボディひっさげラブホ個撮!!タッチ厳禁のはずが…手マン解禁からの即潮吹き!!ダラダラだらしない貞操観念マ○コ最高です!!自分でチンパクするアグレッシブグラドルのオフパコ生チンSEX映像無事に流失!? _#被写体希望_#15 あさひ 20歳 地下グラドル（10月10日、NTK-645、プレステージプレミアム）
- 【淫尻ハーフ系美少女×長身神ボイン美女の奇跡の取り合わせ!!】【今年最後!?夏フェスBBQ大乱交の開幕!?】【素晴らしきかな若淫乱の競演生ナカSEX!!】最高の夏の思い出!!最後の夏の思い出!?エロ自慢のド美ビッチ二人がウインナー上でも下でも丸飲み!!エチョナすぎる口淫テクニック見せつける競演!!もちろんゴム無し手加減なしの大乱交が始まる…!!もちろんソロでの後夜祭ナマはめ撮りも収録!! ういか 20歳（11月6日、NTK-650、プレステージプレミアム）
- 【長身神Gボイン美女×淫尻ハーフ系美少女の奇跡の取り合わせ!!】【神乳&淫尻が今年最後!?夏フェス締めくくり大乱交の開幕!?】【素晴らしきかな若淫乱の競演生ナカSEX!!】最高の夏の思い出!!最後の夏の思い出!?エロ自慢のド美ビッチ二人がウインナー上でも下でも丸飲み!!Gエチョナ乳パイズリは極楽浄土急行便!?もちろんゴム無し手加減なしの大乱交が始まる…!!もちろんソロでの後夜祭ナマはめ撮りも収録!! りん 20歳（11月7日、NTK-651、プレステージプレミアム）
- 旭（11月12日、HOI-207、素人ホイホイZ）
- りん（11月21日、SMUC-018、素人ムクムク）
- りん（12月17日、OREC-956、俺の素人-Z-）
- りん（12月30日、OPCYN-226、おっぱいちゃん）

- りん（1月5日、SPAY-033、素人ペイペイ）
- 家まで送ってイイですか? case.191 すずさん 21歳 グラドルの卵  黒髪ショートボーイッシュボインB96(G) W58 H93! ⇒ グラビア悩殺ポーズ… 鍛え抜かれた腹筋くびれ&パインバインGカップで男を悩殺爆殺! ⇒ ポルチオにひびけ! 膣奥ピストン乳揺れ騎乗位 ⇒ 男嫌いは絶対ウソ! 『挿れてください』… おねだり ⇒ 『アイドルになりたいという呪縛』歯車が噛み合わない人生（1月7日、DCV-197、ドキュメントTV）
- りん（1月16日、SKHO-024、シロウト速報）
- れいな (仮名)（1月16日、RURA-024、路地裏ぱんぱん）
- 隠れ巨乳の地味子・短髪JD・初パパ活・無断中出しからガチ切れで修羅場に（2月1日、IND-036、インディ）
- ASARIN（3月4日、MKJM-002、モデル喰い。）
- 真面目なGカップ看護師! 実は… 言葉責めが上手で床上手!（3月17日、ENDX-383、E★ナンパDX）
- ラグジュTV 1545 東原凛花 26歳 受付嬢  元グラビアアイドルの巨乳美女が持て余した性欲をカメラの前で解放! 美乳を揺らしクチュクチュと淫らな音を立てながら男の上で腰を振り濃厚なセックスによいしれる!（4月8日、LUXU-1573、ラグジュTV）
- AR●07ちゃん（5月27日、ECSN-007、エ●コ●仙人）
- ワカちゃん & アサヒちゃん（8月25日、INSTC-305、いんすた）
- りさ（9月26日、EROFC-102、恋愛カノジョ）
- RIN（11月7日、ORETD-945、俺の素人）

- りな（2月20日、TAXD-024、密室タクシードライバー）
- りん（2月27日、NTLR-004、卑劣な男に眠らされた女たち）
- りん（3月19日、SCUTE-1341、S-Cute）
- りん 2（3月29日、SCUTE-1342、S-Cute）
- 性欲過多の地味メガネ子リンちゃん（4月30日、GERK-502、ゲリラ）
- るんちゃん  激ヤバ成分配合のV●P●でぶっ飛びアヘイキ!! Gカップ美巨乳のセフレちゃんが白目剥いてイキ狂う一部始終www（5月22日、FCT-069、黒船）
- りん（8月4日、REFUCK-017、Re:Fuck）
- 【淫尻ハーフ系美少女 × 長身神ボイン美女の奇跡の取り合わせ!!】 【今年最後!? 夏フェスBBQ大乱交の開幕!?】 【素晴らしきかな若淫乱の競演生ナカSEX!!】 最高の夏の思い出!! 最後の夏の思い出!? エロ自慢のド美ビッチ二人がウインナー上でも下でも丸飲み!! エチョナすぎる口淫テクニック見せつける競演!! もちろんゴム無し手加減なしの大乱交が始まる…!! もちろんソロでの後夜祭ナマはめ撮りも収録!! 【ういか / 20歳 / デカ尻ハーフ系美少女が降臨!! 今年のラストサマー大乱交!!!】【リッカ / 22歳 / ドスケベぷるぷる唇 & ド迫力G乳の赤髪美痴女が参戦!!】（8月13日、NTK-796、プレステージプレミアム）
- 朝日さん（8月25日、ORE-949、俺の素人）
- あやせ & あさひ（11月21日、INSTC-505、いんすた）

### イメージDVD / BD
2021年
- 『AV無理』 りん 19才 純白美肌 巨乳Gカップ! むちむちボディ ワケあり美少女（5月1日、MMND-197、未満）

2022年
- Rin Smiling morning（2月3日、REBD-624(DVD)、REBDB-610(BD)、REbecca）
- 君のとなりで。 朝日りん（7月23日、SPRL-080(DVD)、SPRBD-080(BD)、Superlative）

## 書籍・出版

### 写真集
- さみだれ 朝日りん写真集（2022年7月25日、ジーウォーク、撮影：太田清隆） ISBN 978-4-86717-450-0

### デジタル写真集
- 20歳のFresh 超美乳 元アイドルの乳を貪る（2021年11月18日、BB動画）
- 初恋の人 朝日りん（2022年1月14日、プレステージ出版、撮影：C:TAKERU）※グラビア版とヌード版の2種同時リリース。ヌード版は特典映像付き。
- Rin Smiling morning（2022年4月1日、REbecca）
- れいむ 朝日りん vol.01～vol.06（2022年7月22日、ジーウォーク、撮影：太田清隆）

## 掲載

### 雑誌
- 月刊FANZA 2021年8月号（ジーオーティー） - インタビュー「HATSUMONO!」